# السالمية (دمياط)
السالمية هي إحدى قرى مركز فارسكور التابع لمحافظة دمياط بجمهورية مصر العربية.